# Liste des cavités naturelles les plus profondes de Suisse

Suisse.

La liste des cavités naturelles les plus profondes de Suisse recense sous la forme d'un tableau, les cavités souterraines naturelles connues, dont la dénivellation est supérieure ou égale à cinq cent mètres.
La communauté spéléologique considère qu'une cavité souterraine naturelle n'existe vraiment qu'à partir du moment où elle est « inventée » c'est-à-dire découverte (ou redécouverte), inventoriée, topographiée et publiée. Bien sûr, la réalité physique d'une cavité naturelle est la plupart du temps bien antérieure à sa découverte par l'homme ; cependant tant qu'elle n'est pas explorée, mesurée et révélée, la cavité naturelle n'appartient pas au domaine de la connaissance partagée.
La liste spéléométrique des plus profondes cavités naturelles de Suisse (≥ 500 m) est  actualisée fin 2024.
La plus profonde cavité répertoriée en Suisse dépasse les 1 000 mètres de dénivellation ; il s'agit du système de Siebenhengste-Hohgant (cf. ligne 1 du tableau ci-dessous).

## Cavités suisses de dénivellation supérieure ou égale à500 mètres
20 cavités sont recensées au 31-12-2024.
| Réf. | Cavité                                     | Canton     | Province / District Massif                                         | Coordonnées (WGS 84)                       | Déniv. (en mètres) | Dével. (en mètres) | Sources ou références                                                   | Mise à jour |
| ---- | ------------------------------------------ | ---------- | ------------------------------------------------------------------ | ------------------------------------------ | ------------------ | ------------------ | ----------------------------------------------------------------------- | ----------- |
| 1    | Siebenhengste-Hohgant-Höhle                | Berne      | Interlaken-Oberhasli / Eriz, Beatenberg et Habkern Alpes bernoises | 46° 44′ 57″ N, 7° 49′ 04″ E                | +1 340, m          | +164 500, m        | cavediver.ch, sghbern.ch & Philipp Häuselmann                           | 2018-03     |
| 2    | Muttseehöhle (de)                          | Glaris     | Glaris Sud Alpes                                                   | 46° 51′ 23″ N, 9° 01′ 56″ E                | +1 070, m          | +007 880, m        | cavelist.naeff.ch                                                       | 2000-00     |
| 3    | Hölloch                                    | Schwytz    | Schwytz / Muotathal Alpes                                          | 46° 58′ 37″ N, 8° 47′ 19″ E                | +1 033, m          | +212 171, m        | AGH & cavelist.naeff.ch & P.-Y. Jeannin                                 | 2020-12     |
| 4    | Barenschacht                               | Berne      | Interlaken-Oberhasli / Beatenberg Alpes bernoises                  | 46° 42′ 59″ N, 7° 48′ 45″ E                | +0979, m           | +086 026, m        | cavelist.naeff.ch & Philipp Häuselmann,                                 | 2019-03     |
| 5    | Silberensystem (Schwyzerschacht) (de)      | Schwytz    | Schwytz / Muotathal Alpes                                          | 46° 59′ 00″ N, 8° 53′ 00″ E                | +0895, m           | +039 144, m        | AGH                                                                     | 2020-02     |
| 6    | Bettenhöhle (de)                           | Obwald     | Kerns Alpes                                                        | 46° 47′ 17,5″ N, 8° 17′ 22,9″ E            | +0804, m           | +030 022, m        | cavelist.naeff.ch & neko.ch                                             | 2016-01     |
| 7    | Gouffre K2                                 | Berne      | Interlaken-Oberhasli / Habkern Alpes bernoises                     | 46° 47′ 08″ N, 7° 52′ 43″ E                | +0741, m           | +013 996, m        | cavelist.naeff.ch                                                       | 2010-02     |
| 8    | A2, Loubenegg                              | Berne      | Interlaken-Oberhasli / Beatenberg Alpes bernoises                  | 46° 44′ 37″ N, 7° 48′ 54″ E approximatives | +0687, m           | +011 148, m        | cavelist.naeff.ch                                                       | 2018-02     |
| 9    | Gouffre des Diablotins (de)                | Fribourg   | La Gruyère / Charmey Alpes                                         | 46° 31′ 53″ N, 7° 09′ 54″ E                | +0652, m           | +002 202, m        | cavelist.naeff.ch & yumpu.com                                           | 2012-11     |
| 10   | Réseau de la Combe du Bryon                | Vaud       | Aigle / Leysin Alpes bernoises                                     | 46° 22′ 19″ N, 7° 01′ 19″ E                | +0646, m           | +004 614, m        | cavelist.naeff.ch & mdemierre.speleologie.ch                            | 2004-01     |
| 11   | Réseau du Folliu                           | Fribourg   | La Gruyère / Haut-Intyamon Alpes                                   | 46° 29′ 36″ N, 6° 59′ 54″ E                | +0634, m           | +004 100, m        | speleo-lausanne.ch & mdemierre.speleologie.ch                           | 2022-03     |
| 12   | Gütschtobelhöhle                           | Schwytz    | Schwytz / Muotathal Alpes                                          | 46° 58′ 42″ N, 8° 42′ 37″ E                | +0629, m           | +013 096, m        | cavelist.naeff.ch & sgh-lenzburg.ch                                     | 2000-00     |
| 13   | Gouffre du Grand Cor                       | Valais     | Martigny / Fully Alpes                                             | 46° 11′ 33″ N, 7° 05′ 01″ E                | +0598, m           | +004 674, m        | cavelist.naeff.ch & mdemierre.speleologie.ch                            | 2000-00     |
| 14   | Seichbergloch (de)                         | Saint-Gall | Toggenburg / Wildhaus-Alt Sankt Johann Alpes                       | 47° 10′ 47″ N, 9° 20′ 15″ E                | +0594, m           | +002 749, m        | cavelist.naeff.ch                                                       | 2013-02     |
| 15   | Schrattenhöhle (de)                        | Obwald     | Kerns Alpes                                                        | 46° 46′ 48″ N, 8° 17′ 20″ E                | +0573, m           | +019 725, m        | cavelist.naeff.ch                                                       | 2011-06     |
| 16   | Réseau des Morteys                         | Fribourg   | La Gruyère / Charmey Alpes                                         | 46° 31′ 45″ N, 7° 09′ 29″ E                | +0556, m           | +008 600, m        | cavelist.naeff.ch & yumpu.com                                           | 2012-11     |
| 17   | Köbelishöhle (de)                          | Saint-Gall | Toggenburg / Wildhaus-Alt Sankt Johann Alpes                       | 47° 09′ 26,5″ N, 9° 16′ 36,3″ E            | +0546, m           | +002 372, m        | cavelist.naeff.ch                                                       | 2000-00     |
| 18   | Gouffre de Longirod                        | Vaud       | district de Nyon / Longirod Alpes                                  | 46° 31′ 47″ N, 6° 13′ 51″ E                | +0519, m           | +005 100, m        | cavelist.naeff.ch & mdemierre.speleologie.ch                            | 2010-02     |
| 19   | Höhle bei Claridenhütte C1 (Claridenhöhle) | Glaris     | Glaris Sud Alpes                                                   | 46° 51′ 17,65″ N, 8° 56′ 15,4″ E           | +0515, m           | +001 129, m        | speleo-lausanne.ch & Ostschweizerische Gesellschaft für Höhlenforschung | 2011-02     |
| 20   | Selun-Höhlensystem (de)                    | Saint-Gall | Toggenburg / Wildhaus-Alt Sankt Johann Alpes                       | 47° 09′ 27″ N, 9° 16′ 36″ E                | +0507, m           | +006 407, m        | cavelist.naeff.ch                                                       | 2000-00     |